# Cerro Torre
El cerro Torre es una montaña de 3133 msnm ubicada en el borde oriental del campo de hielo Patagónico Sur en el sur de la Patagonia, parte austral de América del Sur. Se encuentra en el sector  en la frontera entre Argentina y Chile pendiente de delimitación desde el Acuerdo de 1998. Este sector va desde el sur del monte Fitz Roy hasta el cerro Murallón. En el Tratado se pretendía delimitar desde el Fitz Roy hasta el cerro Daudet; sin embargo, debido al desacuerdo en cuanto a delimitar el sector norte, solo quedó definido desde el Cerro Murallón hasta el Daudet. Debido a esto, su estatus político y neutral es el de un cerro internacional que pertenece a ambos países, que deben definir una frontera definitiva.

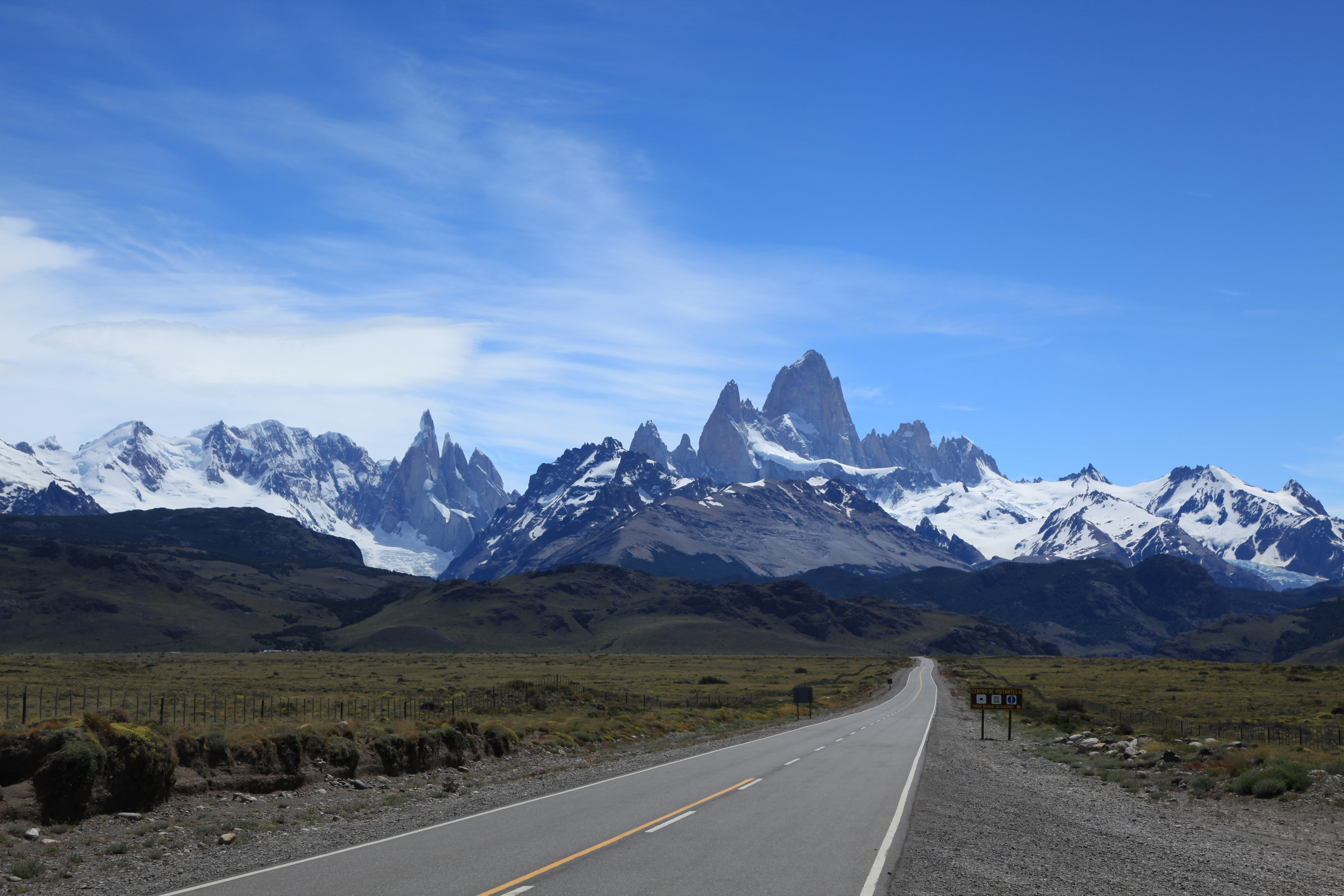
Camino a El Chaltén, provincia de Santa Cruz, Argentina. A la izquierda el Cerro Torre en su lado oriental.

La silueta inconfundible del Cerro Torre es un icono reconocido a nivel mundial entre los escaladores y forma parte del cordón homónimo.
Entre las rutas de acceso se encuentra el pueblo argentino de El Chaltén y el poblado chileno de Villa O'Higgins, siendo el primero el acceso más cercano. Desde El Chaltén, parte un sendero de fácil acceso al final del cual se puede apreciar en toda su majestuosidad al cerro, su glaciar y la laguna. Cuenta con un mirador del Cerro Torre donde se obtienen hermosas vistas del mismo.
Desde Villa O'Higgins iniciando el viaje tomando un barco desde bahía Bahamondes llegando a Candelario Mancilla y posteriormente ingresar al Parque Nacional Bernardo O'Higgins por la ruta desde lago Chico. Desde este lugar inicia un sendero que corre acompañado del glaciar Chico hasta llegar al refugio chileno Eduardo García Soto cercano al cerro Gorra Blanca; desde este punto se puede llegar al Circo de los Altares, lugar desde donde se obtienen bellas vistas del lado occidental del Cerro Torre.

## Soberanía disputada

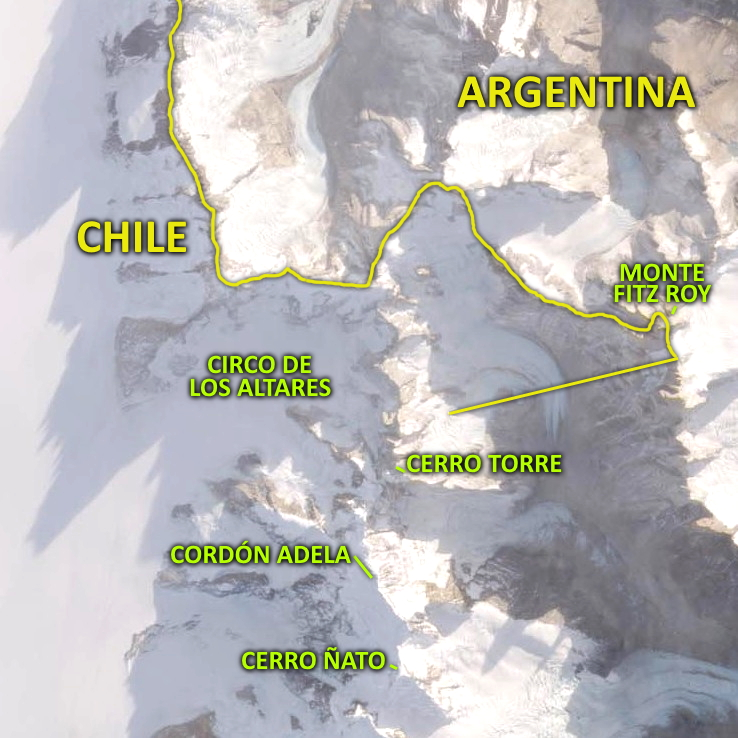
El límite acaba abruptamente con base en la zona no demarcada definida en el acuerdo de 1998, en el cual se definió el pequeño trayecto entre el monte Fitz Roy y el cordón Torre.

Tras la firma del tratado de 1881 entre Argentina y Chile, el límite en la zona fue definido en 1898 por los peritos encargados de demarcar, Francisco Pascasio Moreno de Argentina y Diego Barros Arana de Chile. El Torre fue declarado un hito fronterizo. Los peritos no tuvieron diferencias en la zona entre el monte Fitz Roy y el cerro Stokes a diferencia de los otros territorios que fueron sometidos a arbitraje en el laudo de 1902. Se definió el límite sobre los siguientes hitos montañosos y su continuidad natural: Fitz Roy, Torre, Huemul, Campana, Agassiz, Heim, Mayo y Stokes.
El límite en la zona fue establecido por el Acta del 3 de septiembre de 1898 indicando:

El límite Seguirá por dicha cresta pasando por el cerro Fitz Roy (304), los cerros que se elevan en el centro del ventisquero del lago Viedma (305) y las altas cumbres nevadas de la cordillera, hasta los cerros Geikie...

Y ratificado con más detalle el año siguiente.
Para Argentina el límite debía pasar por el cordón Mariano Moreno a pesar de que ya había sido definido por los peritos con anterioridad.
En 1998 se firmó un acuerdo en Buenos Aires en el cual ambas partes se comprometían a definir el trazado entre el monte Fitz Roy y el cerro Daudet, el acuerdo todavía tiene un área pendiente de demarcación que es desde el monte Fitz Roy hasta el cerro Murallón.
El mismo define, con coordenadas exactas, cual es la zona pendiente de delimitación, de las cuales, dentro de estas, se encuentra el Cerro Torre.

En el área determinada entre los paralelos de Latitud Sur 49º10'00" y 49º47'30" y los meridianos de Longitud Oeste 73º38'00" y 72º59'00", según sistema de coordenadas geográficas Campo Inchauspe 1969, las Partes encomiendan a la Comisión Mixta de Límites Chile-Argentina la realización del levantamiento a fin de confeccionar conjuntamente la carta a escala 1:50.000, conforme a lo dispuesto en el citado Protocolo de 1941 y en sus documentos conexos. Dicho levantamiento cartográfico en la mencionada escala constituirá un requisito imprescindible para llevar a cabo la demarcación en el terreno.

Sin embargo, a la espera de la demarcación del límite, las legislaciones de ambos países se mantienen de acuerdo a su pretensión anterior al tratado, por lo tanto jurídicamente, tanto para la Argentina como para Chile su ladera oriental pertenece al Parque Nacional Los Glaciares de Argentina. No hay en cambio coincidencia sobre la pertenencia de su ladera occidental y los territorios inmediatos a ella hacia el oeste y sudoeste, ya que ambos países los consideran parte de sus parques nacionales locales (Parque nacional Bernardo O'Higgins en el caso de Chile) y anteriormente de parte integral sus territorios, ya que actualmente se incluye en el área aún no demarcada entre ambos países. Anterior al acuerdo ya nombrado, según Chile el límite debía correr sobre la línea que divide aguas uniendo los picos del cerro Standhardt (3050 msnm), torre Egger (2685 msnm), cerro Torre, cerro Adela, cerro Ñato, continuando hacia el sudoeste uniendo otros cerros, quedando así las laderas orientales para la Argentina y las occidentales para Chile. Mientras que para la Argentina el límite debía correr desde el sur del Monte Fitz Roy, el cual se encuentra al norte del cerro Torre y llegaría hasta el cordón Mariano Moreno, macizo que emerge en el centro del campo de hielo patagónico sur, y que según la Argentina, constituiría la verdadera divisoria continental de aguas entre los océanos Atlántico y Pacífico; cabe mencionar que este cordón fue descubierto después al Tratado de 1881. Luego el límite proseguiría sobre este último hacia el sur, dejando el área del cordón propuesto por Chile en soberanía argentina y el cordón Mariano Moreno como límite de ambos países.
Otras cumbres importantes que se encuentran en la región del cerro Torre son la punta Herron, la aguja Bífida, el cerro Cuatro Dedos y, al noreste del Torre, el monte Fitz Roy —también conocido como Chaltén— de 3375 m s. n. m.

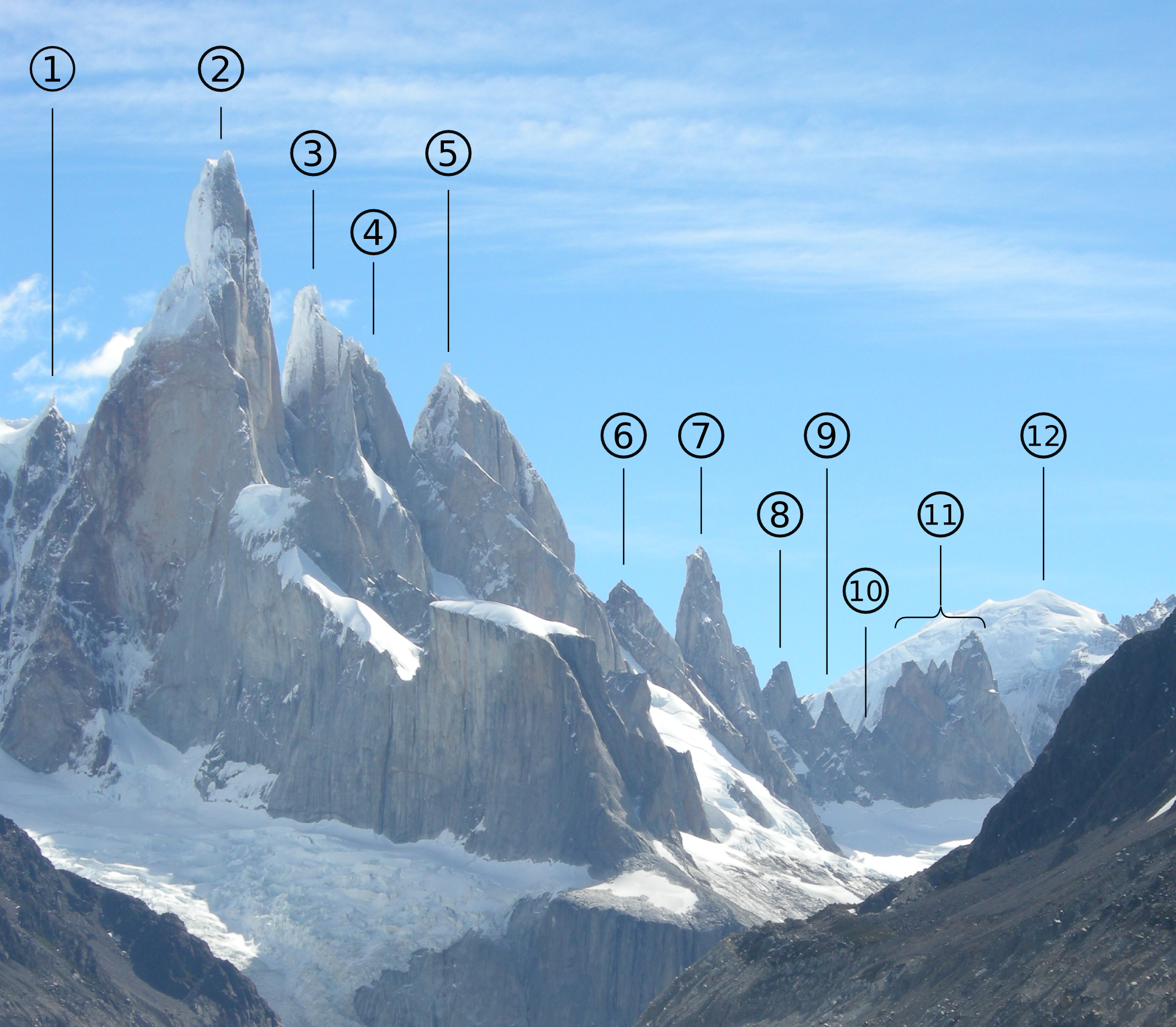
El cerro Torre y algunas de las cumbres que lo rodean del cordón homónimo. 2: cerro Torre, 3: torre Egger, 4: punta Herron, 5: aguja Standhardt, 7: aguja Bífida, 11: Cuatro Dedos.

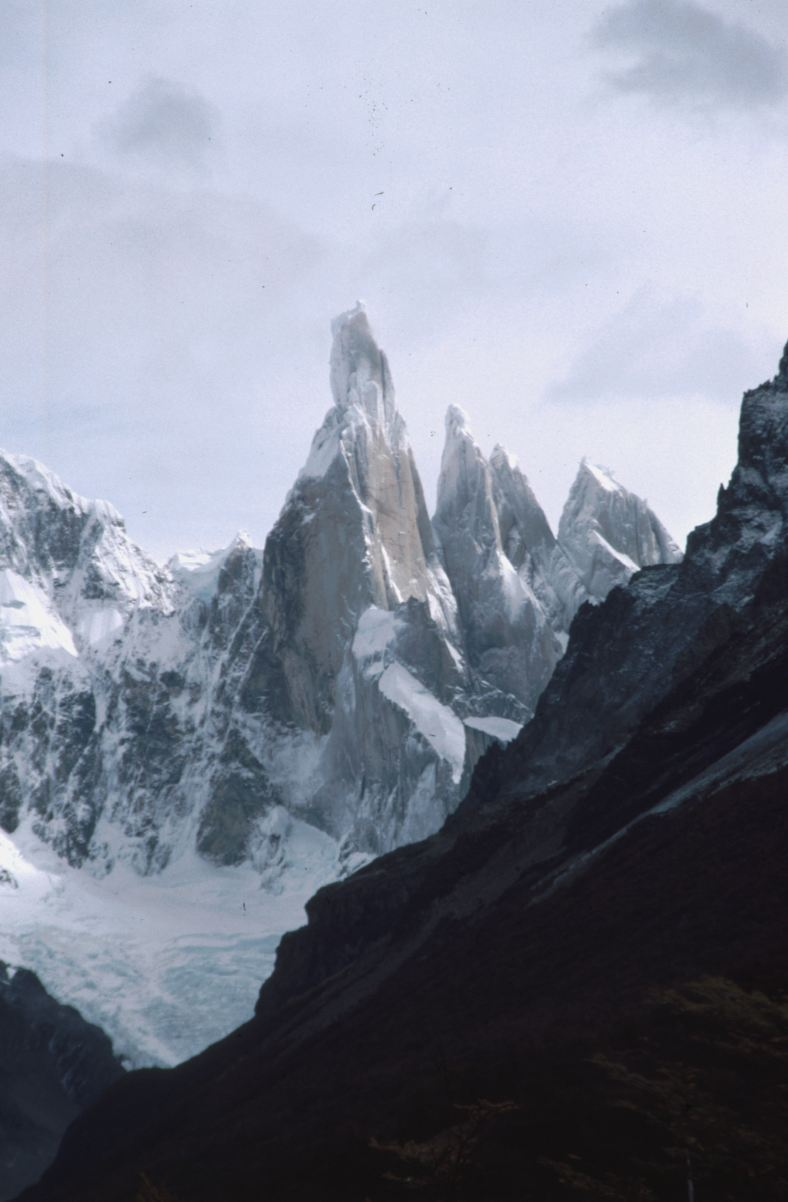
Cerro Torre.

## Descripción
Ubicado su lado oriental en el parque nacional Los Glaciares para la Argentina y en su lado occidental en el parque nacional Bernardo O'Higgins para Chile, posee la segunda mayor altura del grupo de picos de la zona de El Chaltén, tras el monte Fitz Roy. Conforma junto con los cerros Egger y Standhardt un cordón montañoso propio al suroeste del Fitz Roy.
La cima del cerro Torre a menudo tiene una cencellada dura en forma de champiñón, generada por los constantes y fuertes vientos, incrementando la dificultad por alcanzar la verdadera cumbre. Por mucho tiempo fue considerada la «montaña más difícil de escalar del planeta», principalmente porque no importa por donde se la encare, habrá que subir por un paredón de —al menos— 800 metros de granito. Además, las pésimas características climáticas, y la variabilidad de las condiciones meteorológicas, hacen peligroso planificar un ascenso de muchos días.

## Ascensiones
Cesare Maestri sostuvo en 1959 que él y Toni Egger había alcanzado la cima y que Egger había sido barrido por un alud mientras descendían. Las inconsistencias en el relato de Maestri, y la falta de clavos, pitones o cuerdas fijas en la ruta, ha llevado a la mayor parte de los montañeros a dudar de la pretensión de Maestri. En 2005, Ermanno Salvaterra, Rolando Garibotti y Alessandro Beltrami, después de muchos intentos por alpinistas de clase mundial, establecieron una ruta confirmada en la cara que Maestri pretendía haber ascendido (y concluyeron que aquella ascensión no fue realizada).
Maestri regresó para escalar de nuevo Cerro Torre en 1970 junto con Ezio Alimonta, Daniele Angeli, Claudio Baldessarri, Carlo Claus y Pietro Vidi, intentando una nueva ruta en la cara sudeste. Con la ayuda de un compresor a gas, Maestri equipó 350 m de roca con clavos de expansión y llegó al final de la parte rocosa de la montaña, justo por debajo del champiñón de hielo. Maestri pretendía que "el champiñón no forma parte de la montaña" y no siguió hasta la cumbre. Abandonó allí el compresor, atado a los últimos clavos, 100 m por debajo de la cima. La ruta que Maestri siguió es hoy conocida como la ruta del compresor y fue ascendida de nuevo y confirmada en 1979 por Jim Bridwell. La mayor parte de las cordadas en la ruta no consideran el ascenso completo a menos que lleguen al champiñón con cencellada de la cumbre hasta su punto más alto.
El primer ascenso no cuestionado es el realizado por Casimiro Ferrari, Daniele Chiappa, Mario Conti y Pino Negri en 1974. Lograron escalar hasta la cumbre real, incluyendo el mítico hongo somital, su punto de máxima altura.
En 1977, el primer ascenso estilo alpino fue completado por Dave Carman, John Bragg y Jay Wilson de los Estados Unidos. Emplearon una semana para hacer cumbre en Cerro Torre, frente a los dos meses que tardaron los italianos.
En 2004 se abrió otra vía notable, Five Years to Paradise (ED:VI 5.10b A2 95deg, 1000m) (centro derecha de la cara este): Ermanno Salvaterra, Alessandro Beltrami y Giacomo Rossetti (todos de Italia).
En enero de 2008, Rolando Garibotti y Colin Haley hicieron la primera travesía completa de todo el macizo, ascendiendo la Aguja Standhardt, la Punta Herron, la Torre Egger y el Cerro Torre todos seguidos. Calificaron su ruta como Grado VI 5.11 A1 WI6 Champiñón de hielo 6, con 2200 metros de ganancia total vertical. Esta ha sido "una de las líneas sin escalar más icónicas del mundo", intentada por vez primera por Ermanno Salvaterra.
En 2010, el escalador austríaco David Lama fue responsable del añadido de otros 60 clavos de expansión (bolts) y 700 m de cuerda fija añadidos a la ruta del compresor en la montaña. Mientras que los bolts los clavó el guía austriaco, Heli Putz, y no por el propio Lama, fue realizado como parte de su viaje patrocinado por Red Bull y muchos escaladores consideran que Lama y Red Bull son responsables. Muchos de los bolts se clavaron cerca de grietas que normalmente usan los escaladores para protegerse en la ruta. Esto ha creado gran controversia en ciertos círculos de escaladores, pues sus acciones se consideran poco éticas para los puristas de la escalada.
A principios de 2015 Marc-André Leclerc hizo varias ascensiones junto a Colin Haley en la Patagonia, entre ellas la primera ascensión integral de la cara norte del cerro Torre, la variante "Directa de la mentira".
El 21 de febrero de 2015 completó su primera ascensión en solitario del cerro Torre en un día. Fue la séptima persona en lograrlo, y la primera en lograrlo por la vía The Corkscrew. Leclerc escribió en su blog que tocar en solitario The Corkscrew "se sintió como un breve 'paso hacia el futuro', por así decirlo..." en sus esfuerzos por cumplir el sueño de su vida de convertirse en un explorador. El escalador y guía de montaña argentino Rolando Garibotti escribió que el ascenso de Leclerc al Sacacorchos fue uno de "proporciones trascendentales, con mucho, la ruta más difícil jamás realizada en solitario en el cerro Torre y solo la séptima en solitario en general".

## En la cultura popular
Werner Herzog hizo una película llamada Cerro Torre: Schrei aus Stein ("Grito de piedra", 1991) dedicada casi completamente a la montaña. La protagonizaban Vittorio Mezzogiorno, Hans Kammerlander y Donald Sutherland.
Jon Krakauer, en Into Thin Air, menciona la montaña como uno de sus primeros ascensos difíciles (1992), señalando que era una púa aterradora de una milla de alto de granito vertical y saliente, sacudida por vientos de cien nudos y que se creyó en el pasado que era la más dura de las montañas del mundo.